# Crossocerus tarsatus
Crossocerus tarsatus är en stekelart som först beskrevs av William Edward Shuckard 1837.  Crossocerus tarsatus ingår i släktet Crossocerus, och familjen Crabronidae. Enligt den finländska rödlistan är arten nationellt utdöd i Finland. Arten är reproducerande i Sverige. Artens livsmiljö är skogar.